# Kyle Walker-Peters
Kyle Leonardus Walker-Peters (Londres, Inglaterra, 13 de abril de 1997) es un futbolista británico. Juega de defensa y su equipo es el West Ham United F. C. de la Premier League de Inglaterra.

## Trayectoria
Walker-Peters firmó para el Tottenham Hotspur el 1 de julio de 2013.
A principios de la temporada 2017-18 debutó con el primer equipo en la Premier League en la victoria por 2-0 frente al Newcastle United en St James Park; Sky Sports le otorgó el premio de jugador del partido. El 28 de febrero de 2018, anotó su primer gol con el Tottenham en la victoria por 6-1 contra el Rochdale en la FA Cup.
El 29 de enero de 2020 el Southampton F. C. anunció su llegada como cedido hasta final de temporada. Tras haber vuelto al equipo londinense, el 11 de agosto regresó en propiedad. Se marchó en junio de 2025 una vez expiró su contrato.
El 20 de julio de 2025, tras cancelarse su fichaje por el Beşiktaş J. K. después de que el propio jugador solicitara retrasar los exámenes médicos, se unió al West Ham United F. C. por tres años.

## Selección nacional
Fue parte del plantel sub-20 de Inglaterra que ganó la Copa Mundial de Fútbol Sub-20 de 2017.
El 26 de marzo de 2022 debutó con la absoluta en un amistoso que ganaron por dos goles a uno a Suiza.

## Estadísticas
Actualizado al último partido disputado el 3 de mayo de 2025.
| Club                               | Div.          | Temporada     | Liga  | Liga  | Copas nacionales | Copas nacionales | Torneos internacionales | Torneos internacionales | Total | Total |
| Club                               | Div.          | Temporada     | Part. | Goles | Part.            | Goles            | Part.                   | Goles                   | Part. | Goles |
| ---------------------------------- | ------------- | ------------- | ----- | ----- | ---------------- | ---------------- | ----------------------- | ----------------------- | ----- | ----- |
| Tottenham Hotspur F. C. Inglaterra | 1.ª           | 2017-18       | 3     | 0     | 5                | 1                | 1                       | 0                       | 9     | 1     |
| Tottenham Hotspur F. C. Inglaterra | 1.ª           | 2018-19       | 6     | 0     | 3                | 0                | 1                       | 0                       | 10    | 0     |
| Tottenham Hotspur F. C. Inglaterra | 1.ª           | 2019-20       | 3     | 0     | 1                | 0                | 1                       | 0                       | 5     | 0     |
| Tottenham Hotspur F. C. Inglaterra | Total club    | Total club    | 12    | 0     | 9                | 1                | 3                       | 0                       | 24    | 1     |
| Southampton F. C. Inglaterra       | 1.ª           | 2019-20       | 10    | 0     | —                | —                | —                       | —                       | 10    | 0     |
| Southampton F. C. Inglaterra       | 1.ª           | 2020-21       | 30    | 0     | 5                | 0                | —                       | —                       | 35    | 0     |
| Southampton F. C. Inglaterra       | 1.ª           | 2021-22       | 32    | 1     | 5                | 2                | ―                       | ―                       | 37    | 3     |
| Southampton F. C. Inglaterra       | 1.ª           | 2022-23       | 31    | 1     | 7                | 0                | ―                       | ―                       | 38    | 1     |
| Southampton F. C. Inglaterra       | 2.ª           | 2023-24       | 46    | 2     | 1                | 0                | ―                       | ―                       | 47    | 2     |
| Southampton F. C. Inglaterra       | 1.ª           | 2024-25       | 33    | 0     | 2                | 0                | ―                       | ―                       | 35    | 0     |
| Southampton F. C. Inglaterra       | Total club    | Total club    | 182   | 4     | 20               | 2                | 0                       | 0                       | 202   | 6     |
| West Ham United F. C. Inglaterra   | 1.ª           | 205-26        | 0     | 0     | 0                | 0                | ―                       | ―                       | 0     | 0     |
| West Ham United F. C. Inglaterra   | Total club    | Total club    | 0     | 0     | 0                | 0                | 0                       | 0                       | 0     | 0     |
| Total carrera                      | Total carrera | Total carrera | 194   | 4     | 29               | 3                | 3                       | 0                       | 226   | 7     |

## Palmarés

### Títulos internacionales
| Título                        | Club (*)                                 | País          | Año  |
| ----------------------------- | ---------------------------------------- | ------------- | ---- |
| Copa Mundial de Fútbol Sub-20 | Selección de fútbol sub-20 de Inglaterra | Corea del Sur | 2017 |

(*) Incluyendo la selección.

## Vida personal
Es sobrino de Phil Walker, futbolista profesional que jugó para el Millwall y Charlton Athletic.